# Стошовиці (Нижньосілезьке воєводство)
Стошовіце (пол. Stoszowice, нім. Peterwitz) — село в Польщі, у гміні Стошовиці Зомбковицького повіту Нижньосілезького воєводства.
Населення — 969 осіб (2011).
У 1975-1998 роках село належало до Валбжиського воєводства.

## Демографія
Демографічна структура станом на 31 березня 2011 року:
|          | Загалом | Допрацездатний вік | Працездатний вік | Постпрацездатний вік |
| -------- | ------- | ------------------ | ---------------- | -------------------- |
| Чоловіки | 501     | 93                 | 365              | 43                   |
| Жінки    | 468     | 87                 | 278              | 103                  |
| Разом    | 969     | 180                | 643              | 146                  |